# Fleurie

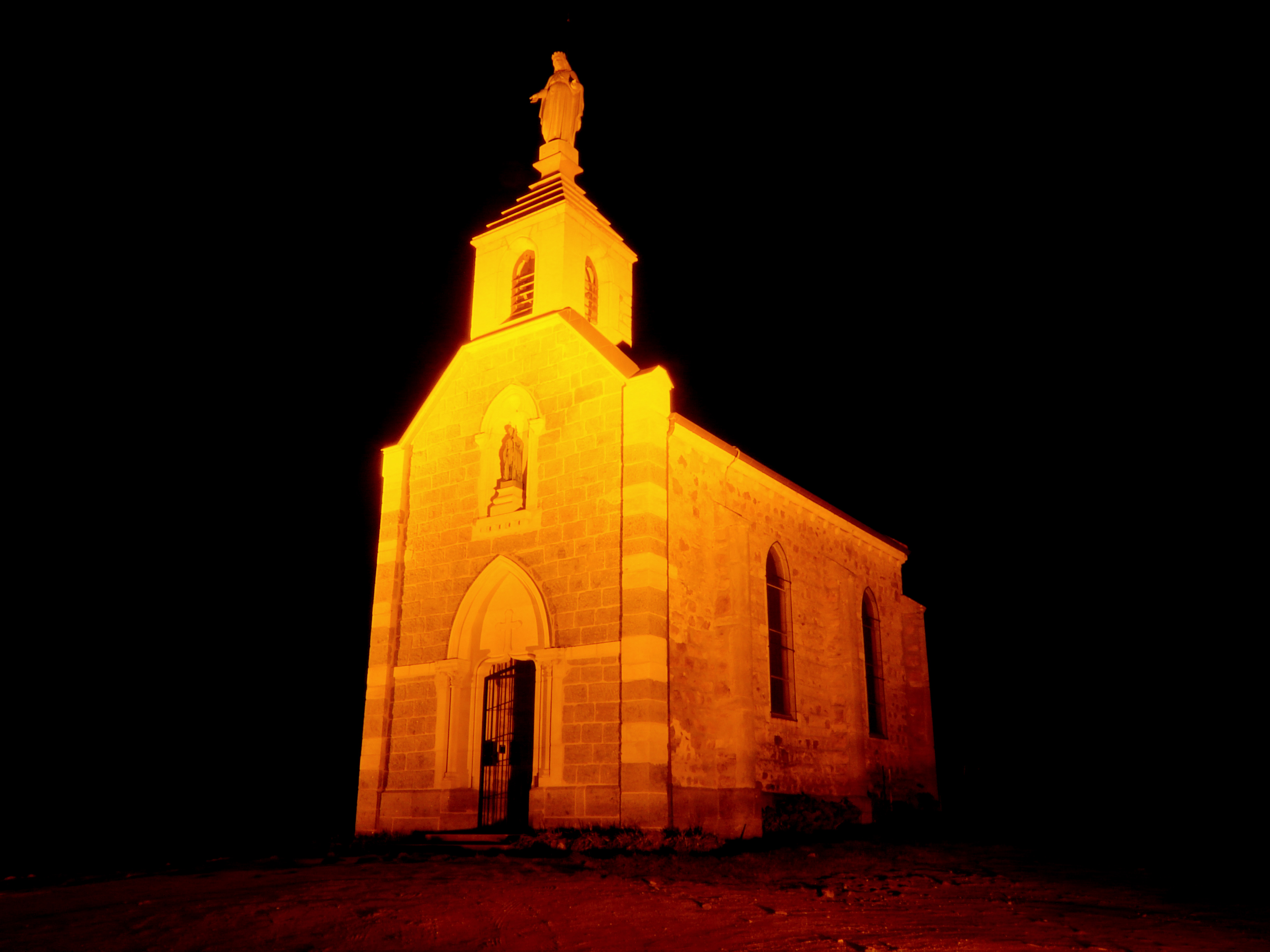
Kaplica w Fleurie, 2008

Fleurie – miejscowość i gmina we Francji, w regionie Owernia-Rodan-Alpy, w departamencie Rodan.
Według danych na rok 1990 gminę zamieszkiwało 1105 osób, a gęstość zaludnienia wynosiła 79 osób/km² (wśród 2880 gmin regionu Rodan-Alpy Fleurie plasuje się na 725. miejscu pod względem liczby ludności, natomiast pod względem powierzchni na miejscu 842.).